# بزوودنی
بزوودنی (به قزاقی: Bezvodnyy) یک منطقهٔ مسکونی در قزاقستان است که در استان آلماتی واقع شده‌است.